# A Different Kind of Truth
A Different Kind of Truth (с англ. — «Другой Вид Истины») — двенадцатый и последний студийный альбом американской рок-группы Van Halen, вышедший в 2012 году. Первый студийный альбом Van Halen после воссоединения с ведущим вокалистом Дэвидом Ли Ротом в 2007 году, и первый с басистом Вольфгангом Ван Халеном. Это первый альбом группы, вышедший спустя 14 лет после Van Halen III (1998).

## Об альбоме
Расширенная версия альбома дополнена бонус DVD под названием «The Downtown Sessions». Он содержит акустические версии песен «Panama», «You and Your Blues (Intro)», «You and Your Blues» и «Beautiful Girls».
Паровоз, показанный на обложке альбома, это J-3A Дрейфус Хадсон, локомотив Нью-Йоркской Центральной Железной дороги. Обложка альбома сильно напоминает обложку альбома 1975 года Movin' On, группы Commodores.
Это самый долгоиграющий альбом группы с Дэвидом Ли Ротом.

## Новый ли альбом?
Практически весь альбом состоит из старых неизданых песен Van Halen, которые были записаны в хорошем качестве с незначительными изменениями. Тем самым практически весь альбом это релиз старых песен Van Halen которые никогда не выходили на альбомах или синглах группы. Например «She’s the Woman» написана ещё до того как в группу пришёл Майкл Энтони, песня «Tattoo» ранее имела название «Down In Flames», «Blood and Fire» это инструментальная композиция, написанная Эдди в 1984 году для фильма Wild Life.
Почти все песни группа исполняла ещё до момента записи их первого альбома.

## Список композиций
Слова и музыка всех песен — Van Halen, Дэвид Ли Рот.
| №                   | Название             | Перевод                | Длительность |
| ------------------- | -------------------- | ---------------------- | ------------ |
| 1.                  | «Tattoo»             | Татуировка             | 4:44         |
| 2.                  | «She's the Woman»    | Она — Та Самая Женщина | 2:56         |
| 3.                  | «You and Your Blues» | Ты и Твой Блюз         | 3:43         |
| 4.                  | «China Town»         | Китайский квартал      | 3:14         |
| Общая длительность: | Общая длительность:  | Общая длительность:    | 14:37        |

| №                   | Название            | Перевод             | Длительность |
| ------------------- | ------------------- | ------------------- | ------------ |
| 5.                  | «Blood and Fire»    | Кровь и Огонь       | 4:26         |
| 6.                  | «Bullethead»        | Громила             | 2:30         |
| 7.                  | «As Is»             | Как Есть            | 4:47         |
| Общая длительность: | Общая длительность: | Общая длительность: | 11:43        |

| №                   | Название                 | Перевод                     | Длительность |
| ------------------- | ------------------------ | --------------------------- | ------------ |
| 8.                  | «Honeybabysweetiedoll»   | Милая крошка, милая куколка | 3:46         |
| 9.                  | «The Trouble with Never» | Проблема с "Никогда"        | 4:00         |
| 10.                 | «Outta Space»            | Из Космоса                  | 2:53         |
| Общая длительность: | Общая длительность:      | Общая длительность:         | 10:39        |

| №                   | Название            | Перевод             | Длительность |
| ------------------- | ------------------- | ------------------- | ------------ |
| 11.                 | «Stay Frosty»       | Держись             | 4:06         |
| 12.                 | «Big River»         | Большая Река        | 3:50         |
| 13.                 | «Beats Workin'»     | Биты Работают       | 5:02         |
| Общая длительность: | Общая длительность: | Общая длительность: | 12:58        |

| №                   | Название                     | Перевод                | Длительность |
| ------------------- | ---------------------------- | ---------------------- | ------------ |
| 1.                  | «Panama»                     | Панама                 | 5:33         |
| 2.                  | «You and Your Blues (Intro)» | Ты и Твой Блюз (Интро) | 3:20         |
| 3.                  | «You and Your Blues»         | Ты и Твой Блюз         | 3:32         |
| 4.                  | «Beautiful Girls»            | Красивые Девушки       | 3:41         |
| Общая длительность: | Общая длительность:          | Общая длительность:    | 16:06        |

## Участники записи
- Алекс Ван Хален — ударные
- Эдвард Ван Хален — электрогитара, бэк-вокал
- Дэвид Ли Рот — вокал
- Вольфганг Ван Хален — бас-гитара, бэк-вокал